# Uova in salamoia
Le uova in salamoia sono uova che, dopo essere state bollite, vengono conservate nell'aceto o in salamoia. La soluzione in cui sono immerse può contenere anche spezie o altri ingredienti. Vengono spesso consumate nei pub inglesi e statunitensi e vengono consumate come piatto principale, antipasto, spuntino o contorno.
Le uova conservate nella salamoia assumono una consistenza gommosa e possono conservarsi per mesi. A volte vengono imbevute di liquidi alimentari, come quello della barbabietola rossa, che donano loro una particolare colorazione. Una pratica comune consiste nel forare l'uovo in salamoia con uno stuzzicadenti per consentire alla soluzione di penetrare all'interno dell'uovo. Tuttavia, questo espediente è vivamente sconsigliato in quanto potrebbe favorire la riproduzione e crescita del Clostridium botulinum produttore della tossina botulinica responsabile del botulismo.